# Греццана
Греццана, Ґреццана (італ. Grezzana, вен. Gressana) — муніципалітет в Італії, у регіоні Венето,  провінція Верона.
Греццана розташована на відстані близько 420 км на північ від Рима, 105 км на захід від Венеції, 9 км на північ від Верони.
Населення — 10 831 особа (2014).

## Демографія
Населення за роками:

Станом на 1 січня 2023 року в муніципалітеті офіційно проживало 936 іноземців з 51 країни, серед них 403 громадяни країн Євросоюзу та 19 громадян України.

## Сусідні муніципалітети
- Боско-К'єзануова
- Черро-Веронезе
- Ербеццо
- Неграр
- Ровере-Веронезе
- Сант'Анна-д'Альфаедо
- Верона